# X-Wrt
X-Wrt — набір пакетів і патчів для забезпечення веб-інтерфейсу для дистрибутива Linux OpenWrt. Він заснований на haserl і не має нічого спільного з системою X Window. Він дозволяє керувати пристроєм OpenWrt через Інтернет. Деякі новіші функції, наприклад підтримка двох діапазонів, можуть бути відсутніми. 31 жовтня 2013 року домашню сторінку X-Wrt перемістили на Google Code. 

## Особливості
X-Wrt — це розширення OpenWrt для кінцевого користувача.
OpenWrt до версії 8.09 мав мінімальну веб-консоль керування, тоді як X-Wrt постачається з розширеною веб-консоллю керування webif², яка містить понад 40 сторінок керування та стану для маршрутизатора. Webif² має сторінки, які включають графічне відображення трафіку та моніторингу стану системи, а також сторінки для контролю та стану мережі, бездротового зв’язку та безпеки. Надаються елементи керування для реєстрації даних, завантаження, cron, NVRAM, редагування файлів, керування пакетами Linux, SNMP, резервного копіювання та відновлення, оновлення мікропрограми, WAN, VLAN, Wi-Fi, WEP, WPA, WDS, фільтрації MAC, брандмауера, переадресації портів, DHCP, Dnsmasq, імена хостів, контроль IP, маршрутизація, UPnP, QoS, DynDNS, WoL, OpenVPN, PPTP і точки доступу.

## Зовнішні посилання
- Офіційний сайт
- OpenWrt домашня сторінка
- Таблиця обладнання, яке підтримується OpenWrt